# Décastar
Le Décastar est une compétition annuelle d'athlétisme se tenant au Stade Pierre-Paul Bernard de Talence, en Gironde. Figurant au calendrier de la Coupe du monde des épreuves combinées, l'épreuve comprend une épreuve de décathlon masculin et une épreuve d'heptathlon féminin. Le Décastar est organisé par l'Association pour le Développement des Épreuves combinées et du Meeting de Talence (ADEM, association loi de 1901).

## Historique
La première édition se déroule en 1976 mais l'épreuve prend sa cadence annuelle en 1986. Le premier Decathlon[réf. nécessaire] féminin international s'y est déroulé en 2004, Marie Collonvillé y obtenant le premier record du monde avec 8150 points.

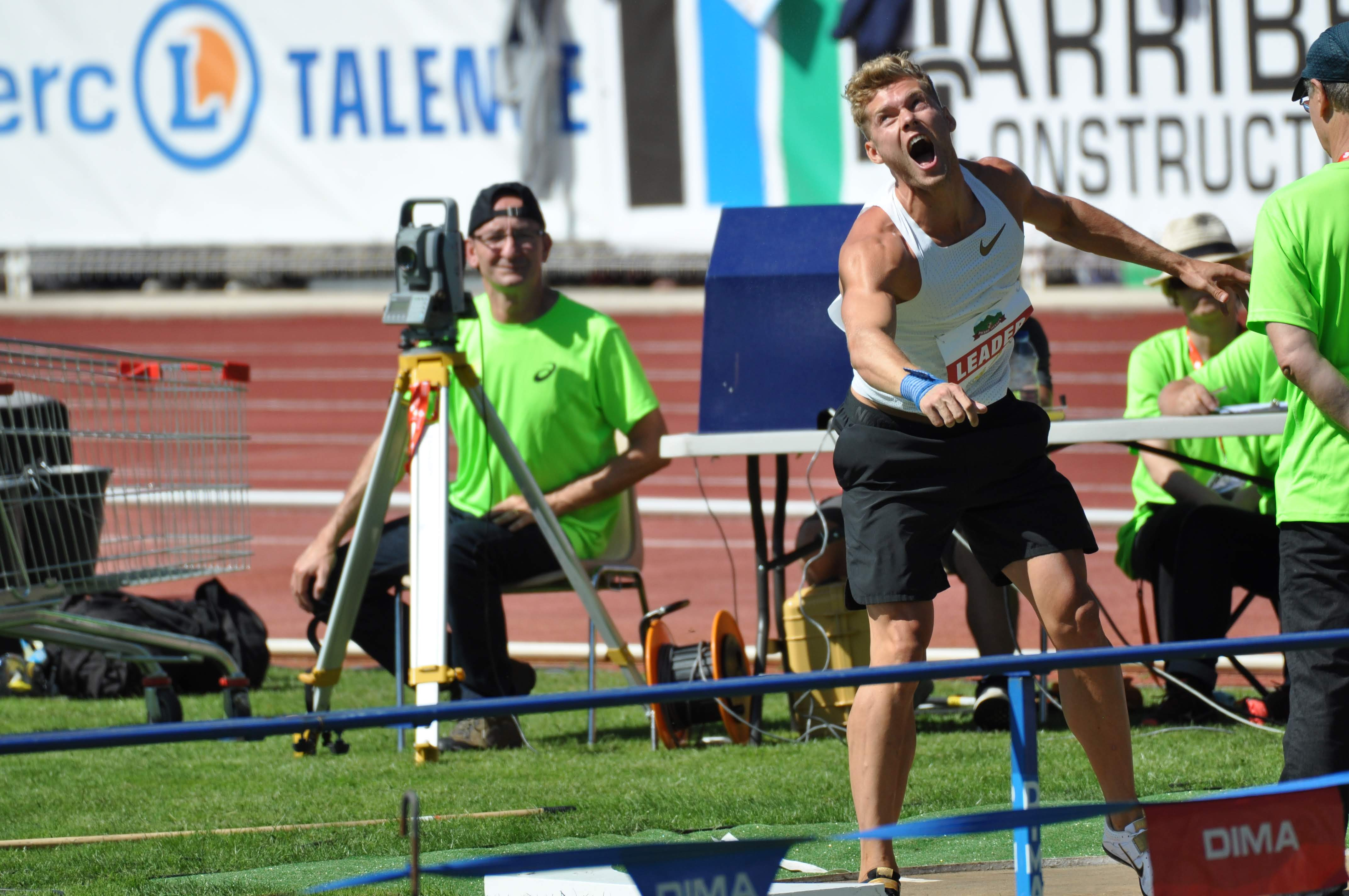
Kevin Mayer bat le record du monde lors du Décastar 2018.

Au Décastar de Talence du 16 septembre 2018, le Français Kevin Mayer bat le record du monde du décathlon avec 9 126 points. Il court le 100 m en 10 s 55 avant de sauter à 7,80 m en longueur. Au poids, il réalise un lancer de 16 m, à la hauteur il passe la barre des 2,05 m. Il court le 400 m en 48 s 42, pour totalisert 4 563 points à l'issue de la première journée du décathlon. Il débute la seconde journée avec le 110 m haies en 13 s 75 puis lance son disque à 50,54 m. Il saute à la perche une barre à 5,45 m et jette son javelot à 71,90 m. En courant son 1500m en 4 min 36 s, il bat le record du monde du décathlon avec 9 126 points et devient le premier athlète à dépasser la barre des 9 100 points.   

## Palmarès

### Hommes
: Record de l'épreuve
| Année | 1er | 1er | 2e | 2e | 3e | 3e | Réf.  |
| ----- | --- | --- | --- | --- | --- | --- | ----- |
| 1976  | Aleksandr Grebenyuk                                                                                       | 8 468 | Anatoliy Grachov                                                                                          | 8 021 | Johannes Lahti                                                                                            | 7 692 |       |
| 1977  | Yves Le Roy                                                                                               | 8 058 | Johannes Lahti                                                                                            | 7 905 | Patrick Morth                                                                                             | 7 660 |       |
| 1978  | Valeriy Kachanov                                                                                          | 7 930 | Wolfang Muders                                                                                            | 7 917 | Vladimir Anisimov                                                                                         | 7 859 |       |
| 1980  | Georg Werthner                                                                                            | 7 937 | William Motti                                                                                             | 7 556 | Stefan Niklaus                                                                                            | 7 541 |       |
| 1984  | Torsten Voss                                                                                              | 8 428 | Hans-Ulrich Riecke                                                                                        | 8 129 | Michael Neugebauer                                                                                        | 7 922 |       |
| 1986  | Christian Plaziat                                                                                         | 7 944 | Jens Peterson                                                                                             | 7 852 | Dave Johnson                                                                                              | 7 841 |       |
| 1987  | Pavel Tarnavetskiy                                                                                        | 8 220 | Christian Plaziat                                                                                         | 8 121 | William Motti                                                                                             | 8 077 |       |
| 1988  | Christian Plaziat                                                                                         | 8 512 | Christian Schenk                                                                                          | 8 475 | Dave Steen                                                                                                | 8 415 |       |
| 1989  | Christian Plaziat                                                                                         | 8 438 | Dave Johnson                                                                                              | 8 361 | Mike Smith                                                                                                | 8 317 |       |
| 1990  | Christian Plaziat                                                                                         | 8 525 | Christian Schenk                                                                                          | 8 330 | Alain Blondel                                                                                             | 8 155 |       |
| 1991  | Christian Plaziat                                                                                         | 8 456 | Mikhail Medved                                                                                            | 8 216 | Simon Poelman                                                                                             | 8 168 |       |
| 1992  | Dan O'Brien                                                                                               | 8 891 | Robert Zmelik                                                                                             | 8 344 | Alain Blondel                                                                                             | 8 285 |       |
| 1993  | Steve Fritz                                                                                               | 8 317 | Christian Plaziat                                                                                         | 8 234 | Vitali Kolpakov                                                                                           | 8 164 |       |
| 1994  | Dan O'Brien                                                                                               | 8 710 | Eduard Hamalainen                                                                                         | 8 459 | Alain Blondel                                                                                             | 8 439 |       |
| 1995  | Eduard Hämäläinen                                                                                         | 8 430 | Lev Lobodin                                                                                               | 8 286 | Alain Blondel                                                                                             | 8 282 |       |
| 1996  | Eduard Hämäläinen                                                                                         | 8 478 | Tomáš Dvořák                                                                                              | 8 456 | Robert Zmelik                                                                                             | 8 425 |       |
| 1997  | Chris Huffins                                                                                             | 8 425 | Tomáš Dvořák                                                                                              | 8 380 | Erki Nool                                                                                                 | 8 353 |       |
| 1998  | Jón Arnar Magnússon                                                                                       | 8 410 | Sebastian Chmara                                                                                          | 8 303 | Lev Lobodin                                                                                               | 8 290 |       |
| 1999  | Tomáš Dvořák                                                                                              | 8 690 | Erki Nool                                                                                                 | 8 664 | Roman Šebrle                                                                                              | 8 231 |       |
| 2000  | Tomáš Dvořák                                                                                              | 8 733 | Erki Nool                                                                                                 | 8 706 | Attila Zsivóczky                                                                                          | 8 293 |       |
| 2001  | Oleksandr Yurkov                                                                                          | 8 324 | Laurent Hernu                                                                                             | 8 213 | Benjamin Jensen                                                                                           | 8 153 |       |
| 2002  | Tom Pappas                                                                                                | 8 525 | Roman Šebrle                                                                                              | 8 417 | Lev Lobodin                                                                                               | 8 356 |       |
| 2003  | Laurent Hernu                                                                                             | 8 219 | Romain Barras                                                                                             | 8 060 | Lionel Marceny                                                                                            | 7 773 |       |
| 2004  | Roman Šebrle                                                                                              | 8 217 | Bryan Clay                                                                                                | 8 122 | Dmitriy Karpov                                                                                            | 8 099 |       |
| 2005  | Roman Šebrle                                                                                              | 8 326 | Aleksandr Pogorelov                                                                                       | 8 247 | Kristjan Rahnu                                                                                            | 8 124 |       |
| 2006  | Dmitriy Karpov                                                                                            | 8 438 | Aleksey Drozdov                                                                                           | 8 208 | Roman Šebrle                                                                                              | 8 170 |       |
| 2007  | Andrei Krauchanka                                                                                         | 8 553 | Maurice Smith                                                                                             | 8 298 | Aleksey Drozdov                                                                                           | 8 124 |       |
| 2008  | Andrei Krauchanka                                                                                         | 8 312 | Maurice Smith                                                                                             | 8 220 | Romain Barras                                                                                             | 8 172 |       |
| 2009  | Oleksiy Kasyanov                                                                                          | 8 291 | Mikk Pahapill                                                                                             | 8 255 | Tom Pappas                                                                                                | 8 199 |       |
| 2010  | Leonel Suárez                                                                                             | 8 328 | Pascal Behrenbruch                                                                                        | 8 202 | Romain Barras                                                                                             | 8 180 |       |
| 2011  | Hans Van Alphen                                                                                           | 8 200 | Mikk Pahapill                                                                                             | 8 184 | Eelco Sintnicolaas                                                                                        | 8 170 | [ 2 ] |
| 2012  | Hans Van Alphen                                                                                           | 8 293 | Oleksiy Kasyanov                                                                                          | 8 218 | Adam Sebastian Helcelet                                                                                   | 8 064 |       |
| 2013  | Damian Warner                                                                                             | 8 161 | Willem Coertzen                                                                                           | 8 118 | Eelco Sintnicolaas                                                                                        | 8 018 |       |
| 2014  | Mikk Pahapill                                                                                             | 8 077 | Oleksiy Kasyanov                                                                                          | 8 062 | Yordani García                                                                                            | 7 945 |       |
| 2015  | Willem Coertzen                                                                                           | 8 187 | Oleksiy Kasyanov                                                                                          | 8 043 | Ilya Shkurenyov                                                                                           | 7 973 |       |
| 2016  | Oleksiy Kasyanov                                                                                          | 8 077 | Maicel Uibo                                                                                               | 8 071 | Pierce Lepage                                                                                             | 8 027 |       |
| 2017  | Damian Warner                                                                                             | 8 252 | Kai Kazmirek                                                                                              | 8 020 | Oleksiy Kasyanov                                                                                          | 8 016 |       |
| 2018  | Kevin Mayer                                                                                               | 9 126 | Arthur Abele                                                                                              | 8 310 | Tim Nowak                                                                                                 | 8 229 |       |
| 2019  | Pierce Lepage                                                                                             | 8 453 | Zach Ziemek                                                                                               | 8 344 | Thomas Van der Plaetsen                                                                                   | 8 214 |       |
| 2020  | Édition annulée en raison de la pandémie de Covid-19                                                      | Édition annulée en raison de la pandémie de Covid-19                                                      | Édition annulée en raison de la pandémie de Covid-19                                                      | Édition annulée en raison de la pandémie de Covid-19                                                      | Édition annulée en raison de la pandémie de Covid-19                                                      | Édition annulée en raison de la pandémie de Covid-19                                                      |       |
| 2021  | Édition annulée en raison de la pandémie de Covid-19 et des travaux de réhabilitation du stade de Thouars | Édition annulée en raison de la pandémie de Covid-19 et des travaux de réhabilitation du stade de Thouars | Édition annulée en raison de la pandémie de Covid-19 et des travaux de réhabilitation du stade de Thouars | Édition annulée en raison de la pandémie de Covid-19 et des travaux de réhabilitation du stade de Thouars | Édition annulée en raison de la pandémie de Covid-19 et des travaux de réhabilitation du stade de Thouars | Édition annulée en raison de la pandémie de Covid-19 et des travaux de réhabilitation du stade de Thouars | [ 3 ] |
| 2022  | Lindon Victor                                                                                             | 8 550 | Manuel Eitel                                                                                              | 8 193 | Risto Lillemets                                                                                           | 8 149 | [ 4 ] |
| 2023  | Makenson Gletty                                                                                           | 8 443 | Manuel Eitel                                                                                              | 8 193 | Lindon Victor                                                                                             | 7 980 | [ 5 ] |
| 2024  | Johannes Erm                                                                                              | 8 589 | Sander Skotheim                                                                                           | 8 517 | Sven Roosen                                                                                               | 8 293 |       |

### Femmes
: Record de l'épreuve
| Année | 1re | 1re | 2e | 2e | 3e | 3e | Réf.  |
| ----- | --- | --- | --- | --- | --- | --- | ----- |
| 1976  | Sue Longden                                                                                               | 4 357 | Marie-Christine Debourse                                                                                  | 4 128 | Pascale Grolhier                                                                                          | 3 771 |       |
| 1978  | Ekaterina Smirnova                                                                                        | 4 596 | Ekaterina Gordienko                                                                                       | 4 590 | Ina Losch                                                                                                 | 4 247 |       |
| 1980  | Florence Picaut                                                                                           | 4 463 | Tineke Hidding                                                                                            | 4 300 | Viviane Antibe                                                                                            | 4 247 |       |
| 1984  | Jane Frederick                                                                                            | 6 714 | Cindy Greiner                                                                                             | 6 174 | Patsy Walker-Pointer Helena Otahalova                                                                     | 6 099 |       |
| 1986  | Malgorzata Nowak                                                                                          | 6 258 | Marion Weser                                                                                              | 6 196 | Cindy Greiner                                                                                             | 6 170 |       |
| 1987  | Jane Frederick                                                                                            | 6 533 | Larisa Nikitina                                                                                           | 6 354 | Liliana Năstase                                                                                           | 6 237 |       |
| 1988  | Anke Behmer                                                                                               | 6 733 | Chantal Beaugeant                                                                                         | 6 643 | Sibylle Thiele                                                                                            | 6 526 |       |
| 1989  | Larisa Nikitina                                                                                           | 6 599 | Remigia Nazaroviene                                                                                       | 6 375 | Brigit Gautzch                                                                                            | 6 287 |       |
| 1990  | Peggy Beer                                                                                                | 6 321 | Larisa Nikitina                                                                                           | 6 320 | Sabine John                                                                                               | 6 125 |       |
| 1991  | Urszula Włodarczyk                                                                                        | 6 425 | Liliana Nastase                                                                                           | 6 294 | Peggy Beer                                                                                                | 6 294 |       |
| 1992  | Irina Belova                                                                                              | 6 673 | Sabine Braun                                                                                              | 6 496 | Svetla Dimitrova                                                                                          | 6 411 |       |
| 1993  | Tatyana Blokhina                                                                                          | 6 703 | Svetla Dimitrova                                                                                          | 6 415 | Jane Flemming                                                                                             | 6 221 |       |
| 1994  | Heike Drechsler                                                                                           | 6 741 | Nathalie Teppe                                                                                            | 6 361 | Larisa Turchinskaya                                                                                       | 6 294 |       |
| 1995  | Tatyana Blokhina                                                                                          | 6 478 | Heike Drechsler                                                                                           | 6 375 | Kym Carter                                                                                                | 6 323 |       |
| 1996  | Remigija Nazarovienė                                                                                      | 6 451 | Eunice Barber                                                                                             | 6 416 | Kym Carter                                                                                                | 6 337 |       |
| 1997  | Remigija Nazarovienė                                                                                      | 6 536 | Svetlana Moskalets                                                                                        | 6 474 | Marie Collonvillé                                                                                         | 6 350 |       |
| 1998  | Urszula Włodarczyk                                                                                        | 6 352 | Remigija Nazarovienė                                                                                      | 6 313 | Natallia Sazanovich                                                                                       | 6 229 |       |
| 1999  | Eunice Barber                                                                                             | 6 515 | Sabine Braun                                                                                              | 6 422 | Irina Belova                                                                                              | 6 357 |       |
| 2000  | Denise Lewis                                                                                              | 6 831 | Urszula Włodarczyk                                                                                        | 6 351 | Nathalie Teppe                                                                                            | 6 214 |       |
| 2001  | Shelia Burrell                                                                                            | 6 454 | Yelena Prokhorova                                                                                         | 6 354 | Larisa Netšeporuk                                                                                         | 6 060 |       |
| 2002  | Larisa Netšeporuk                                                                                         | 6 151 | Austra Skujytė                                                                                            | 6 140 | Shelia Burrell                                                                                            | 6 085 |       |
| 2003  | Yelena Prokhorova                                                                                         | 6 254 | Larisa Netšeporuk                                                                                         | 6 113 | Svetlana Kazanina                                                                                         | 6 083 |       |
| 2004  | Kelly Sotherton                                                                                           | 6 242 | Nataliya Dobrynska                                                                                        | 6 010 | Yelena Prokhorova                                                                                         | 5 887 |       |
| 2005  | Eunice Barber                                                                                             | 6 675 | Kelly Sotherton Lyudmila Blonska                                                                          | 6 278 | Non attribué                                                                                              | n/a |       |
| 2006  | Nataliya Dobrynska                                                                                        | 6 256 | Kelly Sotherton                                                                                           | 6 186 | Jennifer Oeser                                                                                            | 6 184 |       |
| 2007  | Lyudmila Blonska                                                                                          | 6 437 | Nataliya Dobrynska                                                                                        | 6 238 | Anna Bogdanova                                                                                            | 6 003 |       |
| 2008  | Hyleas Fountain                                                                                           | 6 473 | Kelly Sotherton                                                                                           | 6 439 | Nataliya Dobrynska                                                                                        | 6 429 |       |
| 2009  | Nataliya Dobrynska                                                                                        | 6 485 | Lyudmyla Yosypenko                                                                                        | 6 423 | Hanna Melnychenko                                                                                         | 6 056 |       |
| 2010  | Tatyana Chernova                                                                                          | 6 453 | Nataliya Dobrynska                                                                                        | 6 309 | Jessica Zelinka                                                                                           | 6 204 |       |
| 2011  | Nataliya Dobrynska                                                                                        | 6 537 | Karolina Tymińska                                                                                         | 6 301 | Jessica Zelinka                                                                                           | 6 296 | [ 6 ] |
| 2012  | Lyudmyla Yosypenko                                                                                        | 6 401 | Antoinette Nana Djimou Ida                                                                                | 6 390 | Austra Skujytė                                                                                            | 6 316 |       |
| 2013  | Hanna Melnychenko                                                                                         | 6 308 | Karolina Tyminska                                                                                         | 6 288 | Brianne Theisen-Eaton                                                                                     | 6 252 |       |
| 2014  | Carolin Schäfer                                                                                           | 6 383 | Anastasiya Mokhnyuk                                                                                       | 6 220 | Yana Maksimava                                                                                            | 6 189 |       |
| 2015  | Györgyi Zsivoczky-Farkas                                                                                  | 6 306 | Anastasiya Mokhnyuk                                                                                       | 6 269 | Nadine Visser                                                                                             | 6 257 |       |
| 2016  | Nadine Broersen                                                                                           | 6 377 | Yorgelis Rodriguez                                                                                        | 6 373 | Claudia Rath                                                                                              | 6 310 |       |
| 2017  | Anouk Vetter                                                                                              | 6 363 | Xénia Krizsán                                                                                             | 6 282 | Yorgelis Rodriguez                                                                                        | 6 126 |       |
| 2018  | Carolin Schäfer                                                                                           | 6 457 | Géraldine Ruckstuhl                                                                                       | 6 391 | Katerina Cachova                                                                                          | 6 381 |       |
| 2019  | Nafissatou Thiam                                                                                          | 6 819 | Xénia Krizsán                                                                                             | 6 619 | Laura Ikauniece                                                                                           | 6 518 |       |
| 2020  | Édition annulée en raison de la pandémie de Covid-19                                                      | Édition annulée en raison de la pandémie de Covid-19                                                      | Édition annulée en raison de la pandémie de Covid-19                                                      | Édition annulée en raison de la pandémie de Covid-19                                                      | Édition annulée en raison de la pandémie de Covid-19                                                      | Édition annulée en raison de la pandémie de Covid-19                                                      |       |
| 2021  | Édition annulée en raison de la pandémie de Covid-19 et des travaux de réhabilitation du stade de Thouars | Édition annulée en raison de la pandémie de Covid-19 et des travaux de réhabilitation du stade de Thouars | Édition annulée en raison de la pandémie de Covid-19 et des travaux de réhabilitation du stade de Thouars | Édition annulée en raison de la pandémie de Covid-19 et des travaux de réhabilitation du stade de Thouars | Édition annulée en raison de la pandémie de Covid-19 et des travaux de réhabilitation du stade de Thouars | Édition annulée en raison de la pandémie de Covid-19 et des travaux de réhabilitation du stade de Thouars | [ 3 ] |
| 2022  | Emma Oosterwegel Ivona Dadic                                                                              | 6 233 | Non attribué                                                                                              | n/a | Bianca Salming                                                                                            | 6 028 | [ 4 ] |
| 2023  | Emma Oosterwegel                                                                                          | 6 495 | Annik Kälin                                                                                               | 6 390 | Taliyah Brooks                                                                                            | 6 181 | [ 5 ] |
| 2024  | Martha Araújo                                                                                             | 6 429 | Emma Oosterwegel                                                                                          | 6 273 | Michelle Atherley                                                                                         | 6 267 |       |

## Principaux records
| Lauréats multiples - 5. Christian Plaziat en 1986 et de 1988 à 1991 - 2. Dan O'Brien en 1992 et 1994 - 2. Eduard Hämäläinen en 1995 et 1996 - 2. Tomáš Dvořák en 1999 et 2000 - 2. Roman Šebrle en 2004 et 2005 - 2. Andrei Krauchanka en 2007 et 2008 - 2. Hans Van Alphen en 2011 et 2012 | Lauréates multiples - 3. Nataliya Dobrynska en 2006, 2009 et 2011 - 2. Tatyana Blokhina en 1993 et 1995 - 2. Remigija Nazarovienė en 1996 et 1997 - 2. Eunice Barber en 1999 et 2005 - 2. Carolin Schäfer en 2014 et 2018 - 2. Emma Oosterwegel en 2022 et 2023 |

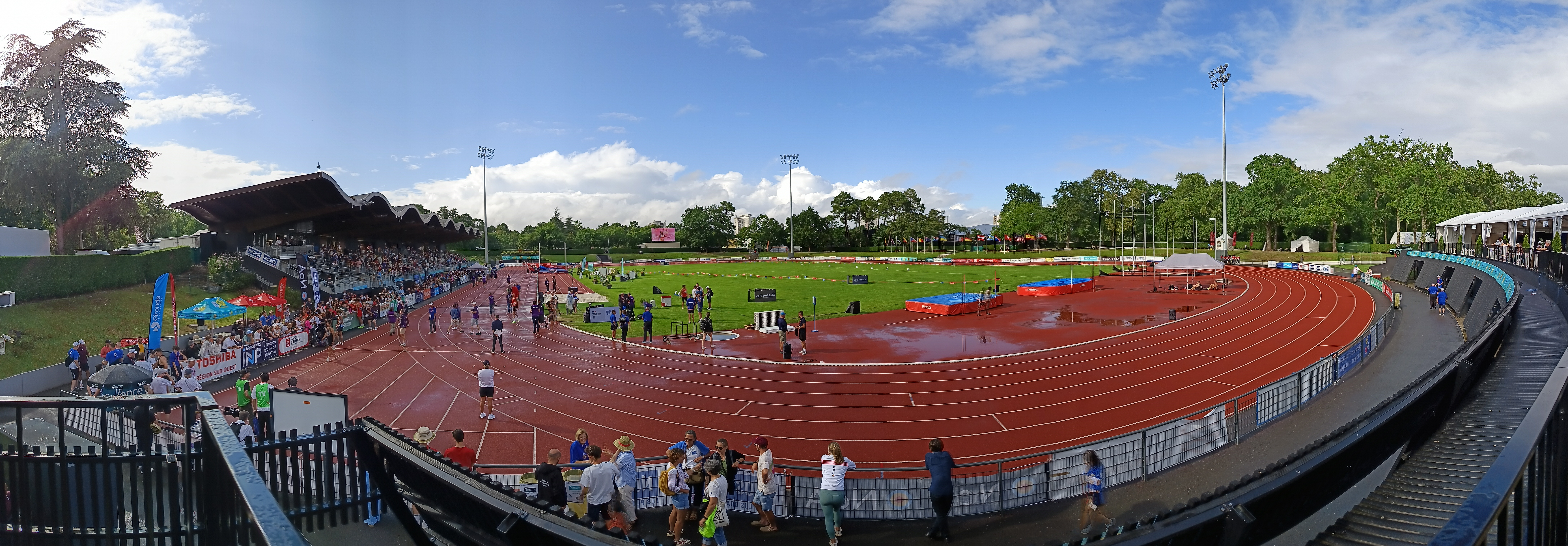
Le décastar 2025, depuis la zone partenaires.